# (193736) Henrythroop
(193736) Henrythroop est un astéroïde de la ceinture principale.

## Description
(193736) Henrythroop est un astéroïde de la ceinture principale. Il fut découvert le 25 mars 2001 à Kitt Peak par Marc William Buie. Il présente une orbite caractérisée par un demi-grand axe de 3,00 UA, une excentricité de 0,13 et une inclinaison de 2,8° par rapport à l'écliptique.